# Czarnostopka kasztanowa

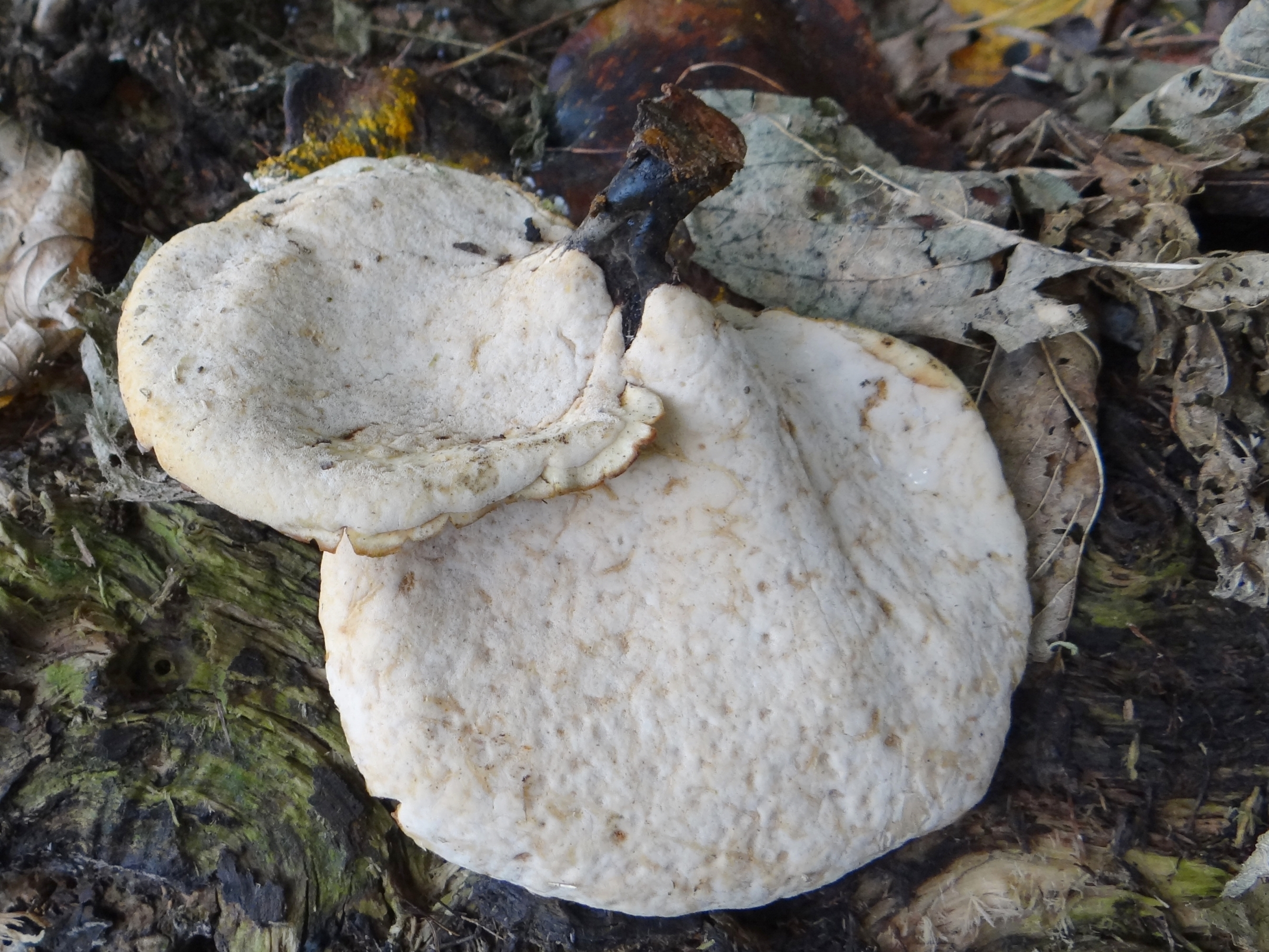
Czarny trzon i biały hymenofor

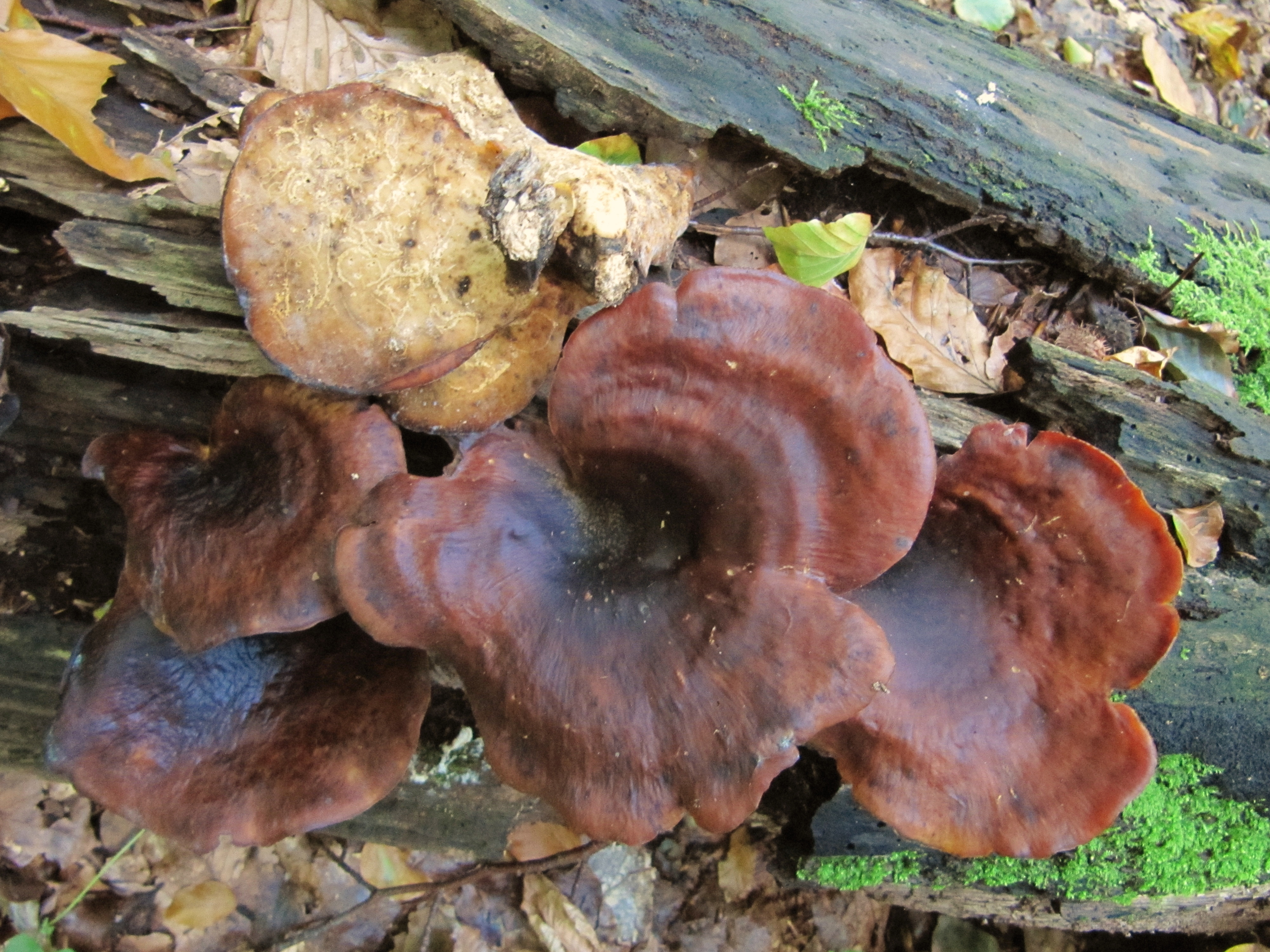

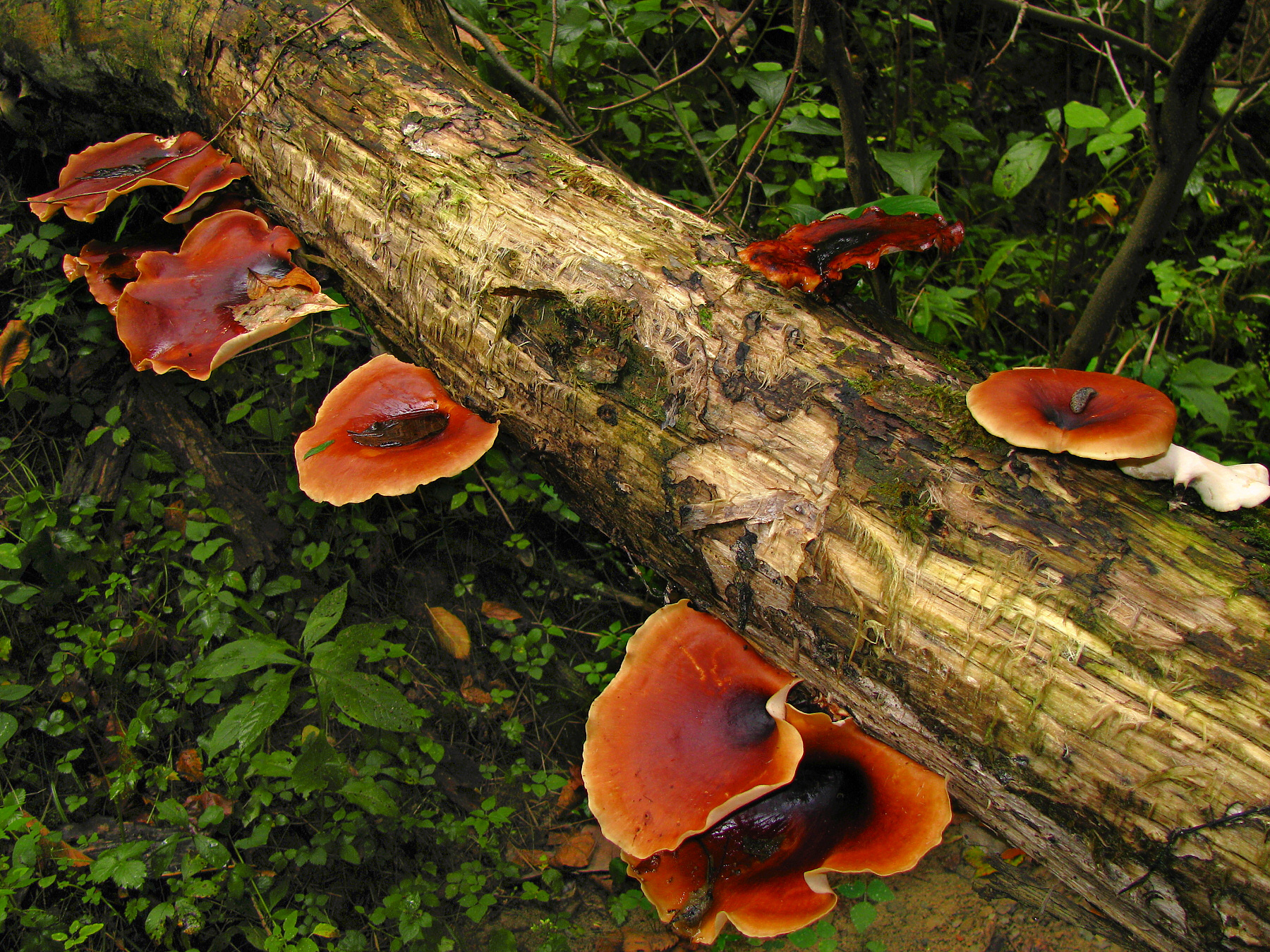

Czarnostopka kasztanowa (Picipes badius (Pers.) Zmitr. & Kovalenko) – gatunek grzybów należący do rodziny żagwiowatych (Polyporaceae).

## Systematyka i nazewnictwo
Pozycja w klasyfikacji według Index Fungorum: Picipes, Polyporaceae, Polyporales, Incertae sedis, Agaricomycetes, Agaricomycotina, Basidiomycota, Fungi.
Po raz pierwszy takson ten opisany został w 1801 r. przez Christiana Hendrika Persoona jako Boletus badius, później przeważnie zaliczany był do rodzaju Polyporus (żagiew). Obecną, uznaną przez Index Fungorum nazwę, nadali mu Ivan V. Zmitrovich i Alexander E. Kovalenko w 2016 roku, przenosząc takson do nowo utworzonego rodzaju Picipes.
Synonimy naukowe:
- Boletus badius Pers. 1801
- Boletus badius var. nummularius Sw. 1810
- Grifola badia (Pers.) Gray 1821
- Polyporellus badius (Pers.) Imazeki 1989
- Polyporellus picipes f. carpaticus Pilát 1936
- Polyporus badius (Pers.) Schwein. 1832
- Polyporus badius f. carpaticus (Pilát) Domański 1973
- Polyporus picipes f. carpaticus (Pilát) Bondartsev, 1953
- Polyporus picipes f. carpaticus (Pilát) Domański, Orloś & Skirg. 1967
- Royoporus badius (Pers.) A.B. De 1997

Nazwa polska na podstawie rekomendacji Komisji ds. Polskiego Nazewnictwa Grzybów. Jest ona spójna z nazwą naukową zaakceptowaną przez Index Fungorum. Uprzednio, Władysław Wojewoda w 2003 r. zaproponował nazwę żagiew kasztanowa, gdyż wtedy takson ten należał do rodzaju Polyporus. W polskim piśmiennictwie mykologicznym gatunek ten opisywany był wcześniej przez Franciszka Błońskiego jako żagiew czarnotrzonowa i huba czarnotrzonowa.

## Morfologia
Kapelusz
Początkowo podwinięty, później rozpostarty, w końcu lejkowaty. Kształt kolisty, muszlowaty lub nerkowaty. Osiąga szerokość 5–10 cm, ale czasami nawet 20 cm. Jest cienki – grubość 1–3 mm i ma ostry i zazwyczaj faliście powyginany brzeg. Czasami z jednego trzonu wyrastają 2 lub więcej kapeluszy. Skórka żelatynowata, gdyż zbudowana jest z posklejanych z sobą strzępek, gładka i naga, w czasie suchej pogody błyszcząca. Górna powierzchnia u młodych owocników ma barwę oliwkową lub oliwkowobrązową, u starszych staje się purpurowobrązowa, kasztanowata, czarnobrązowa, nawet czarna, zwłaszcza na środku kapelusza.
Hymenofor
Rurkowaty. Rurki zbiegają nieco na trzon. Mają długość 0,5–2,5 mm i tworzą jedną warstwę. U młodych owocników są białe, u starszych zmieniają barwę na kremową lub orzechową. Pory okrągłe i bardzo drobne, na jednym mm mieści się ich 4–7.
Trzon
Krótki i dość cienki (w stosunku do wielkości kapelusza). Ma długość 2–2,3 cm i grubość 0,5–1,5 cm. Zazwyczaj jest ekscentryczny, rzadziej boczny lub centryczny. Jest cały czarny i zamszowaty, pokryty łatwo odpadającym kutnerem.
Miąższ
U młodych owocników mięsisto-skórzasty, u starszych twardniejący. Po wysuszeniu staje się łamliwy.
Cechy mikroskopowe
Wysyp zarodników biały. Zarodniki o kształcie od elipsoidalnego do wrzecionowatego i rozmiarach 5–9 × od 3–5 µm. Są hialinowe i nieamyloidalne, mają gładką powierzchnię i ziarnisto-kroplistą treść wewnątrz. Cystyd brak. 

## Występowanie i siedlisko
Występuje na wszystkich kontynentach z wyjątkiem Afryki i Antarktydy. W Polsce jest średnio pospolity. 
Rozwija się na drzewie głównie drzew liściastych, na iglastych bardzo rzadko. Rośnie na martwym drewnie, szczególnie na powalonych pniach, preferuje wierzby, topole, buki, dęby i graby. Owocniki pojawiają się w dwóch turach: wiosną oraz jesienią. Ostatnio liczebność tego gatunku w Europie wzrasta, co prawdopodobnie jest skutkiem ocieplania się klimatu.
Saprotrof wywołujący białą zgniliznę drewna.

## Gatunki podobne
- żagiew ciemnonoga (Polyporus melanopus), występująca na zagrzebanym w ziemi drewnie drzew liściastych. Kapelusz młodego owocnika jasny, w kolorze ochry lub szarego brązu, krótko włoskowaty,
- żagwiak zmienny (Cerioporus varius). Ma czarny trzon tylko w dolnej części, a kapelusz o barwie od żółtawej do brązowej.